# Kimpton Hotel Monaco
Kimpton Hotel Monaco Washington DC está ubicado dentro del edificio neoclásico de la Oficina General de Correos, un Monumento Histórico Nacional construido en 1839 que fue el primer edificio completamente de mármol en Washington y se inspiró en el Templo Romano de Júpiter. Figura en la lista de Hoteles Históricos de América, ocupa una manzana entera entre las calles 7 y 8, y E y F. El edificio de cuatro pisos está separado por un patio. La mitad de la estructura fue diseñada por Robert Mills, diseñador del Monumento a Washington, mientras que la otra mitad fue diseñada por Thomas U. Walter, uno de los arquitectos del Capitolio de los Estados Unidos.

## Arquitectura
Está ubicado dentro del edificio neoclásico de la Oficina General de Correos, un Monumento Histórico Nacional construido en 1839 que fue el primer edificio completamente de mármol en Washington y se inspiró en el Templo Romano de Júpiter. Figura en la lista de Hoteles Históricos de América, ocupa una manzana entera entre las calles 7 y 8, y E y F. El edificio de cuatro pisos está separado por un patio. La mitad de la estructura fue diseñada por Robert Mills, diseñador del Monumento a Washington, mientras que la otra mitad fue diseñada por Thomas U. Walter, uno de los arquitectos del Capitolio de los Estados Unidos.
Comenzó una renovación de $32 millones del edificio de la Oficina General de Correos en 2000 después de un acuerdo con la Administración de Servicios Generales para arrendar el edificio por 60 años. El área principal de la oficina de correos se transformó en el vestíbulo del hotel y el pabellón de clasificación de correo se convirtió en el restaurante.

## Habitaciones
Las habitaciones cuentan con bóvedas de 12 a 18 techos de 3,7 a 5,5 m (ft) y ventanas largas. El esquema de color de cada habitación es ecléctico. Las cortinas son de color carbón y blanco estampadas, las paredes son amarillas, los sillones son de color azul bígaro, los candelabros son de color verde lima y las almohadas de damasco son una mezcla de naranja y rojo. Un busto de Thomas Jefferson, el tercer presidente de los Estados Unidos y un buen amigo de Robert Mills, se sienta encima de un armario neoclásico en cada habitación. Además de las habitaciones y suites estándar, el hotel cuenta con "Habitaciones altas" con techos de 18 pies, 96 pulgadas (244 cm) camas y cabezales de ducha elevados. Las habitaciones del primer piso están en su mayoría bajo tierra con solo pequeñas ventanas cerca del techo que dejan entrar la luz del sol. Las habitaciones exteriores del segundo al cuarto piso dan a la ciudad, mientras que las habitaciones interiores dan al patio y al restaurante. Cada huésped recibe un pez dorado de cortesía en el check-in que el personal del hotel alimenta y mantiene durante la estadía del huésped.
Víctor no se da cuenta de que la llave del ático ya no está. Nina va al ático a la medianoche según lo planeado, mientras todos son testigos. Abre la puerta y sube, pero a medio camino Patricia cierra la puerta por fuera, dejándola encerrada. Nina suplica salir, pero Patricia replica que no saldrá hasta que le diga todo lo que sabe sobre la desaparición de Joy. Nina repite que no sabe nada, y Patricia niega su salida. Víctor llega y hace que todos se vayan a dormir, ignorando que Nina está dentro del ático. Queriendo saber qué sucedía, entra al ático y sube, haciendo que Nina se esconda para evitar ser descubierta.

## Restaurante
El restaurante y bar, Dirty Habit, cuenta con un atrio con paredes de vidrio y un gran patio al aire libre. Comparte su nombre y diseño con el restaurante de un hotel en San Francisco. Se puede acceder al restaurante a través de una entrada en el vestíbulo del hotel y una segunda entrada en la calle 8 que alguna vez fue un paso de calzada para caballos y calesas.
Cuando el hotel abrió en 2002, el restaurante original era Poste Moderne Brasserie, que cerró en 2016. Poste era conocido por sus prácticas sostenibles y su huerta orgánica, y fue ganador del Premio a la Excelencia Ambiental del Alcalde de 2009 por Logro Sobresaliente de un Restaurante. En 2008, Poste fue reconocido como el restaurante informal exclusivo del año por la Asociación de Restaurantes del Área Metropolitana de Washington. En 2014, la primera dama Michelle Obama celebró su 50 cumpleaños en un salón privado en Poste.

## Servicios de invitado
Se proporciona agua de frutas al momento del check-in, además de una barra de café de cortesía por las mañanas en el lobby hasta las 10 a. m. Para los viajeros que se registran después del mediodía, se ofrecen galletas recién horneadas en la recepción alrededor de las 3:00 p. m. Se organiza una hora feliz en el vestíbulo para los huéspedes de 4 a 5 p. m. todos los días.

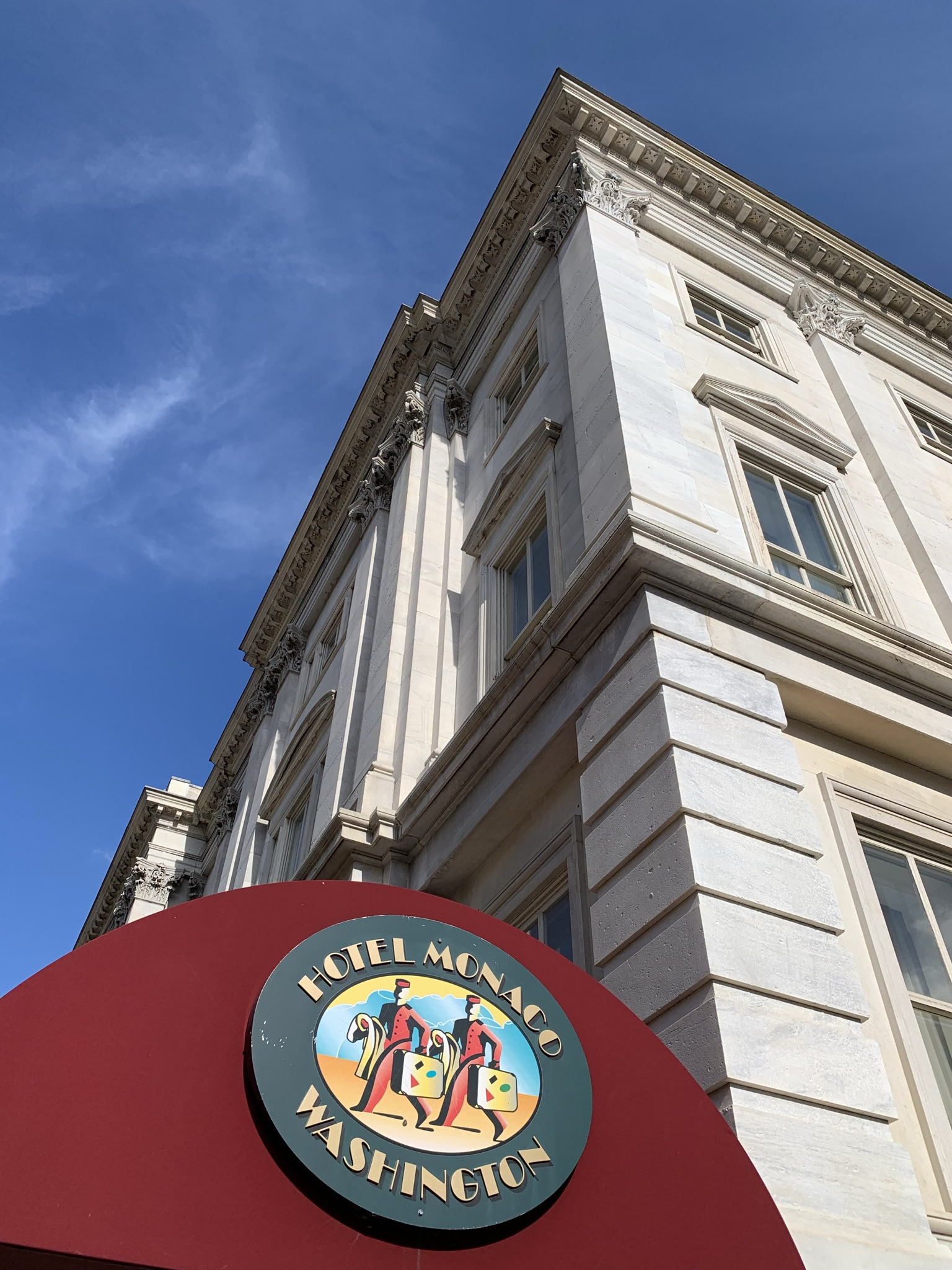
Muestra del hotel
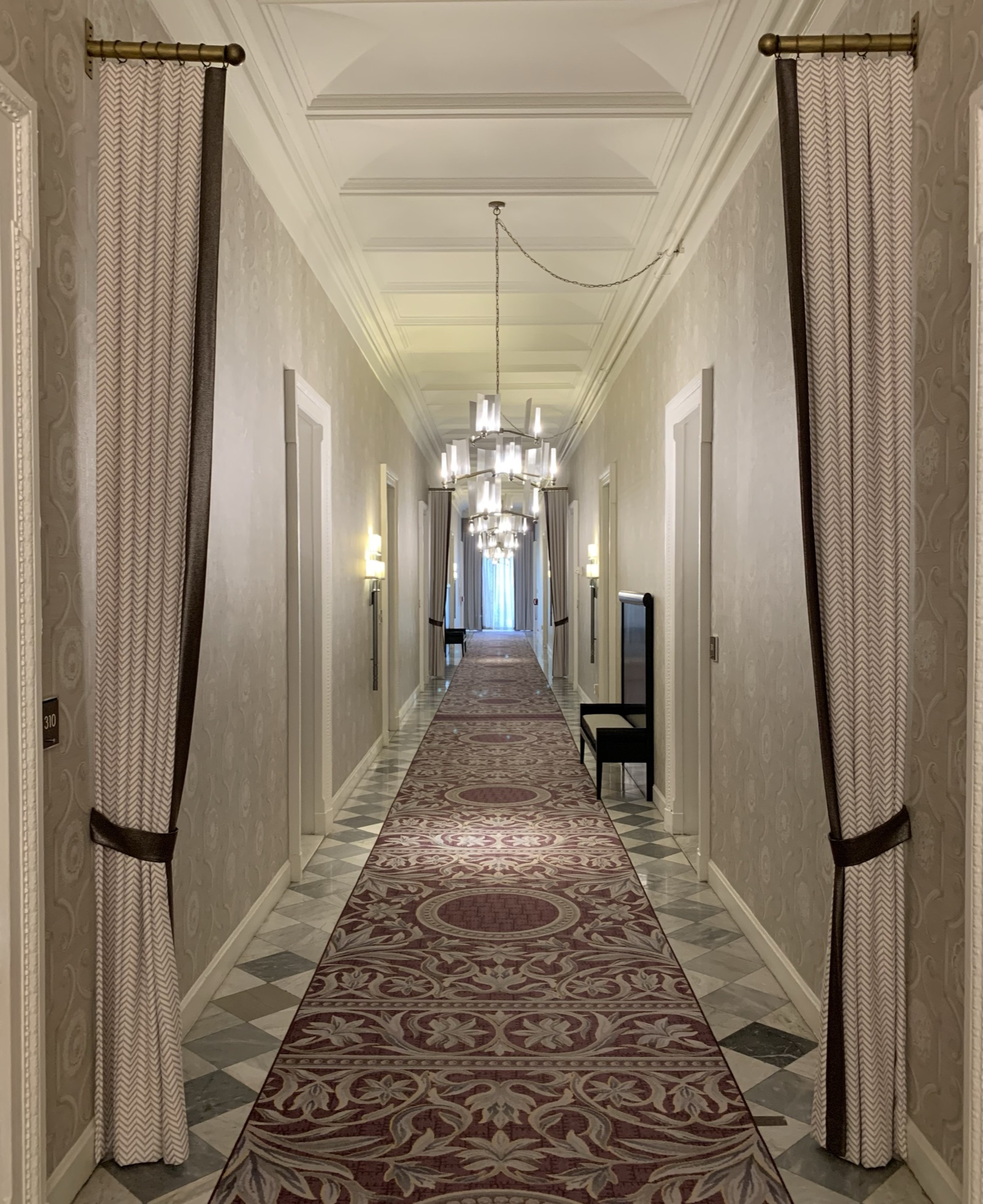
pasillo del hotel
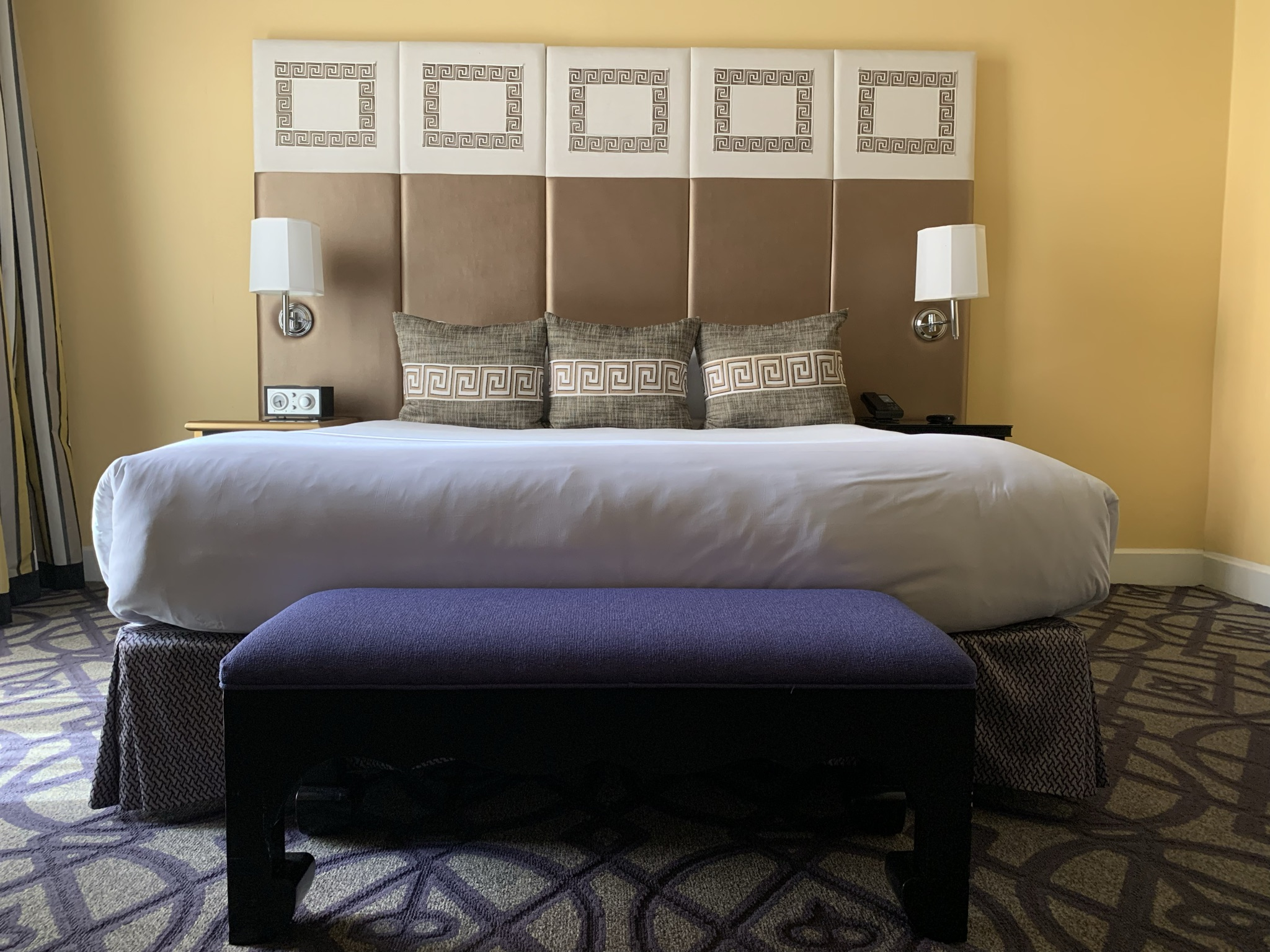
cama de hotel
salón de baile del hotel